# Paris Motor Show
Paris Motor Show (fransk: Mondial de l'Automobile) er en biludstilling, der afholdes hvert andet år i Paris (lige år).  Udstillingen afholdes i oktober måned og er en af de vigtigste biludstillinger. Der præsenteres som regel mange nye produktionsmodeller og flere konceptbiler viser frem for pressen første gang på udstillingen. 
Udstillingen afvikles af Organisation Internationale des Constructeurs d'Automobiles og finder pt. (2014) sted på Paris expo Porte de Versailles. 
Indtil 1986 blev udstillingen kaldt Salon de l'Automobile; den skiftede navn til Mondial de l'Automobile i 1988. Indtil 1976 blev udstillingen afviklet årligt, men herefter blev det en begivenhed, der fandt sted hvert andet år. I ulige år afholdes en anden af de store europæiske biludstillinger, Frankfurt Motor Show.

## Historie
Udstillingen er den ældste større biludstilling i verden. Den første udstilling blev afholdt i 1898 arrangeret af industripionéeren Albert de Dion. Efter 1910 fandt udstillingen sted i Grand Palais i Champs-Élysées.
Under første verdenskrig blev biludstillingerne aflyst og først i oktober 1919 åbnede udstillingen op igen med den 15. "Salon".   Der blev heller ikke afholdt udstilling i 1925, da stedet var blevet booket af en anden udstilling til fremvisning af moderne brugskunst.   I oktober 1926 blev atter afholdet biludstilling, denne gang den 26. Salon de l'Automobile.
2. verdenskrigs udbrud betød atter, at udstillingen måtte aflyses i 1939, hvor den 33. udstilling blev aflyst med kort varsel. Den 33. udstilling blev i stedet afviklet i oktober 1946 efter krigen. 
I 1962 flyttede udstillingen til Parc des Expositions ved Versailles i det 15. arrondissement i Paris. I januar 1977 blev det oplyst, at der "på grund af den økonomiske situationø ikke ville blive afhloldt udstilling, men at der atter ville blive afholdt en udstilling i 1978.  Den 65. Salon de Paris blev da også afviklet planmæssigt i 1978. 

## Eksterne links
- Wikimedia Commons har flere filer relateret til Paris Motor Show
- Officielt website (fransk) (engelsk)

48°49′51″N 2°17′12″Ø / 48.8308°N 2.2867°Ø